# 동양중학교 (부산)
동양중학교(東楊中學校)는 대한민국 부산광역시 부산진구 부암동에 있는 공립 중학교이다.

## 학교 연혁
- 2003년 12월 16일 : 개교, 설립 인가(1학년 9학급)
- 2004년 3월 1일 : 초대 한용길 교장 취임
- 2004년 3월 4일 : 개교 및 제1회 입학식(9학급 321명)
- 2005년 7월 20일 : 신축 교사로 이전
- 2007년 2월 22일 : 제1회 졸업식(9학급 337명)
- 2015년 12월 31일 : 지속가능발전 연구학교 지정(2년 간)
- 2016년 1월 26일 : 역도부 창단
- 2017년 4월 4일 : 7560＋운동 선도학교 지정
- 2018년 3월 1일 : 소프트웨어교육 중점학교 지정
- 2020년 2월 12일 : 제14회 졸업식(8학급 210명, 총 3,956명)
- 2021년 9월 13일 : 부산형 블렌디드 교실 구축
- 2023년 9월 20일 : 도서실 리모델링 완공, 야외 농구장 구축
- 2023년 9월 1일 : 제10대 온윤주 교장 취임
- 2024년 3월 1일 : 다행복학교 재지정(다행복 나눔학교)
- 2025년 2월 7일 : 제19회 졸업식(7학급 172명)
- 2025년 3월 4일 : 제22회 입학식(8학급 177명)

## 참고 자료
- 동양중학교 - 한국교육학술정보원 학교알리미